# 千佛乡 (安岳县)
千佛乡，是中华人民共和国四川省资阳市安岳县下辖的一个乡镇级行政单位。

## 行政区划
千佛乡下辖以下地区：
龙铁村、八井村、桥亭村、香樟村、枣子村、洪庙村、文章村、花桥村、瓦屋村、空洞村、上游村、庙坡村、杨里村、水果村、葛湾村、开田村和糖房村。